# سوخت بوتانول

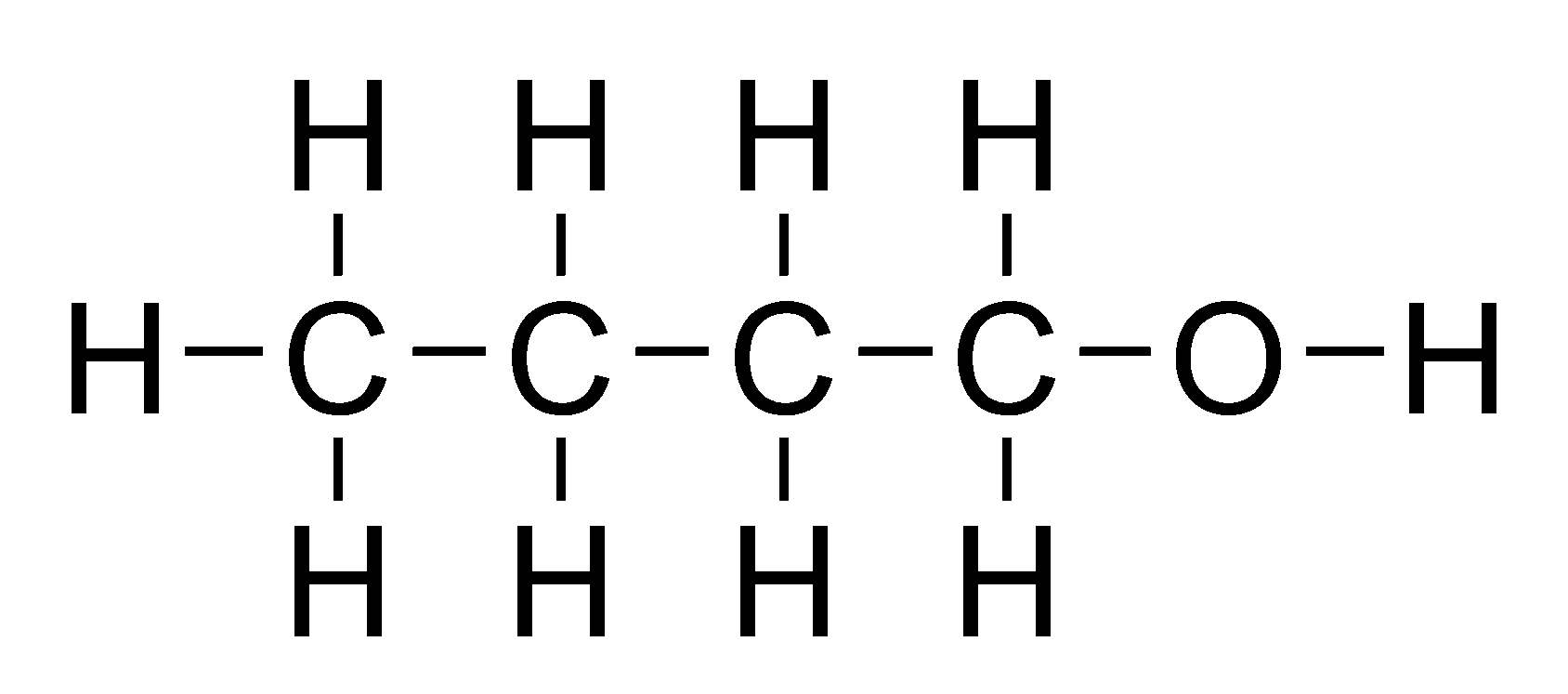
ساختار شیمیایی بوتانول

سوخت بوتانول (انگلیسی: Butanol fuel) از سوخت‌های الکلی است، که به عنوان سوخت در موتورهای درون‌سوز استفاده می‌شود. از آنجایی که زنجیره هیدروکربنی بوتانول از اتانول طولانی‌تر است، شباهت زیادی به بنزین دارد. سوخت بوتانول اغلب بعنوان یک مکمل به همراه بنزین، در وسایل نقلیه بنزینی استفاده می‌شود. سوخت‌های بوتانول از طریق زیست‌توده‌ها (بیوبتانولول) و نیز سوخت‌های فسیلی (پتروبوتانول) تولید می‌شود، که در هر صورت محصول نهایی دارای خواص شیمیایی مشابه می‌باشند.